# Kunst im öffentlichen Raum in Frankfurt am Main
Kunst im öffentlichen Raum Frankfurt ist ein Internetportal des Kulturamtes der Stadt Frankfurt am Main. In Frankfurt am Main sind etwa 550 Skulpturen und Wandbilder im öffentlichen Raum zu sehen, darunter etwa 110 Brunnen. Zu allen Objekten stellt das Portal kurze Steckbriefe mit Auskünften zum Kunstwerk, seinem Standort und den Künstlern bereit.
Zudem wurden bis 2021 über 1800 Stolpersteine in Frankfurt am Main verlegt.

## Geschichte
Auch wenn es die Idee einer Kunst im öffentlichen Raum erst neueren Datums gibt, gab es in Frankfurt am Main bereits vor dem 19. Jahrhundert eine Reihe von öffentlich zugänglichen Kunstwerken im weitesten Sinne. Dies waren unter anderem die öffentlichen Frankfurter Brunnen und die Außendekoration öffentlicher und privater Häuser und Kirchen.
Im 19. Jahrhundert entstanden, teilweise durch das Frankfurter Bürgertum als Spende finanziert, eine Reihe von Denkmälern. Der Schwerpunkt der Frankfurter Kunst lag aber sehr klar bei den Kunstsammlungen und Museen, die meist auf private Initiativen zurückgingen und später oft in Stiftungen oder öffentliche Einrichtungen übergingen.
Zwischen dem Anfang der 1930er-Jahre und dem Ende der 1960er-Jahre entstanden durch die Programme Kunst am Bau eine Reihe von Kunstwerken im öffentlichen Raum. Dies galt insbesondere für die 1950er- und 1960er-Jahre. Erstmals wurden mit diesem Programm zielgerichtet Kunstwerke im öffentlichen Raum gefördert. Die so entstandenen Werke waren jedoch vielfach von geringerem künstlerischen Rang und serielle Produktionen. Die Programme wurden als „Arbeitsbeschaffungsprogramm für regionale Künstler“ kritisiert und die Pflicht von Bauherren, einen Teil der Baukosten in Kunst am Bau zu investieren, wurde 1967 auf Bundesebene abgeschafft.
Während manche Kommunen derartige Programme fortsetzen und Förderprogramme für Kunst im öffentlichen Raum aufsetzten, hinkte die Entwicklung in Frankfurt hinterher. Nach den Kommunalwahlen in Hessen 1977 wurde Walter Wallmann (CDU) zum Frankfurter Oberbürgermeister gewählt. In seiner Amtszeit begann ein deutlicher Wandel in der Stadtentwicklung und Kulturpolitik. Kultur wurde nun als zentraler „weicher“ Standortfaktor begriffen, der die Attraktivität der Stadt steigern und die Identifikation der Bevölkerung mit der Stadt stärken sollte. Der Kulturdezernent Hilmar Hoffmann betrieb zum einen eine Politik der Investitionen in hochkulturelle Objekte wie den Wiederaufbau der Alten Oper und das Museumsufer, daneben aber auch eine Politik der Verbesserung des Stadtbildes durch Kunst im öffentlichen Raum.
Neben der Arbeit des Amtes für Wissenschaft und Kunst und des Amtes für kommunale Gesamtentwicklung und Stadtplanung traten zur gleichen Zeit private Akteure auf den Plan, die Kunst im öffentlichen Raum in Frankfurt auszubauen halfen.
Dies war zunächst der Förderverein Schöneres Frankfurt e. V. 1978/79 wurde von diesem Verein der Lucae-Brunnen vor der Alten Oper sowie 1983 der Brunnen Giò Pomodoros auf dem Goetheplatz gestiftet. 1986 wurde Eduardo Chillidas Werk Ein Haus für Goethe dem Publikum übergeben. Im Jahr 1990 fand die einjährige Ausstellung Zeitgenössische Kunst im städtischen Raum statt, in der 14 Künstler ihre Werke im öffentlichen Raum der Innenstadt ausstellten.
Daneben waren es Frankfurter Unternehmen, beispielsweise die dort ansässigen Banken und Versicherungen, die mit eigenen Mitteln eine Vielzahl von Kunstwerken im öffentlichen Raum, oft im Umfeld der eigenen Hochhäuser, von bekannten Künstlern erwarben und aufstellten.

## Internetportal des Kulturamtes der Stadt
Das Internetportal Kunst im öffentlichen Raum Frankfurt des Kulturamtes der Stadt Frankfurt soll die vielen Frankfurter Skulpturen, Brunnen und Plastiken im öffentlichen Raum sowohl den Einwohnern als auch den Touristen aufzeigen sowie durch Bilder und Standortbeschreibungen näher bringen.

### Inhalt

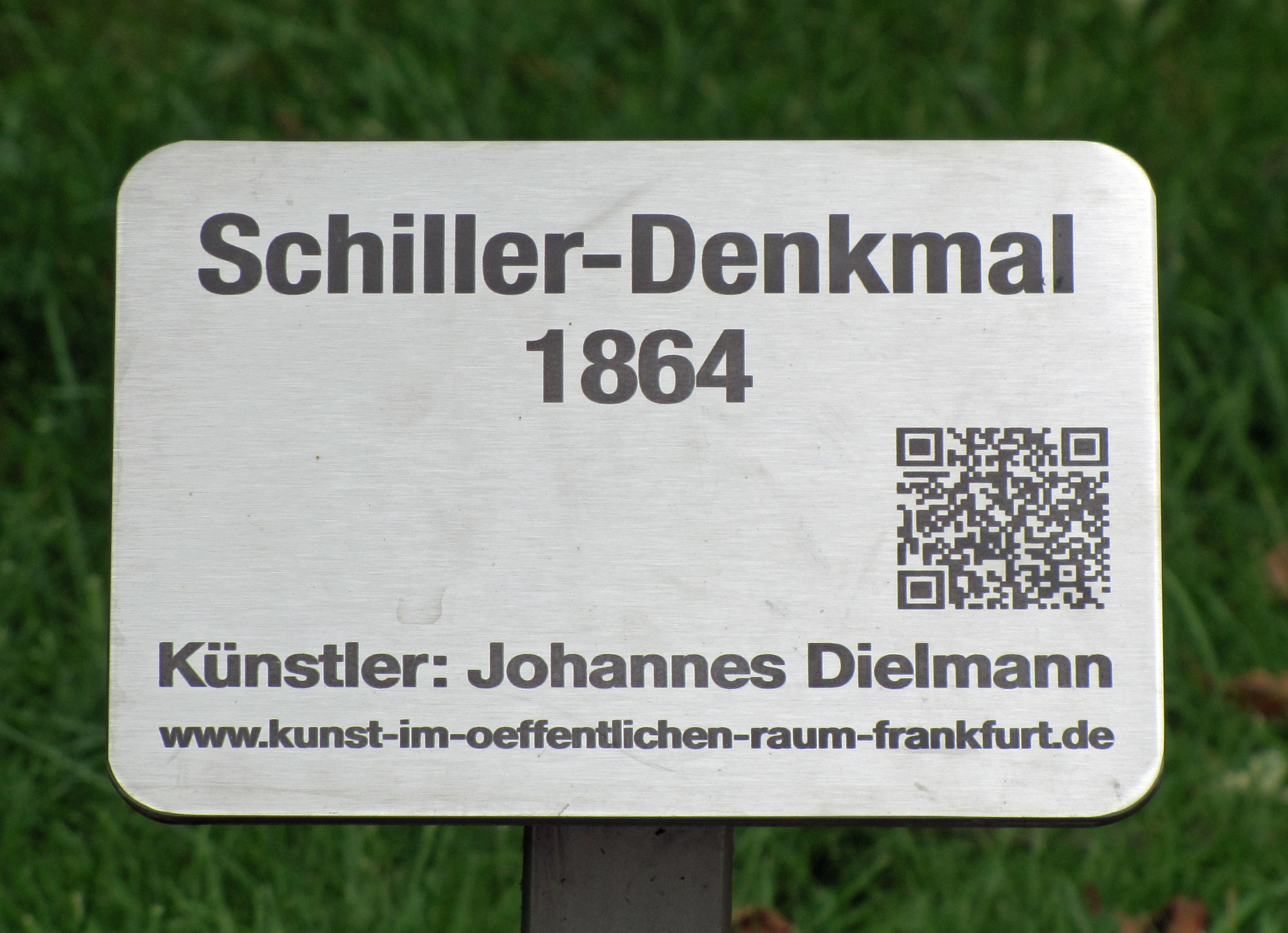
QR-Code-Schild

Auf dem Portal werden etwa 350 Kunstwerke von mehr als 170 Künstlern vorgestellt, die an über 220 Standorten in 32 Frankfurter Stadtteilen zu finden sind. Auf der Startseite werden davon 18 Werke im Bild vorgestellt, zu denen unmittelbar Erläuterungen abgerufen werden können. Der Zugriff ist darüber hinaus nach mehreren Kriterien möglich: Gegliedert nach Stadtteilen oder Standorten, nach Künstlern, nach der Art des Werkes (Kategorie) oder über den Namen des jeweiligen Objekts.
Zu jedem Werk gibt es eine Art Steckbrief, der Auskunft gibt über den Künstler, den Standort und die Datierung des Objekts. Außerdem wird neben einer farbigen Abbildung eine knappe Beschreibung zum Verständnis des Werks gegeben. Durch die Einbindung von Google Maps kann der Weg zum Standort nachvollzogen werden.
Bei dem Angebot handelt es sich um den öffentlich sichtbaren Teil einer Inventarisierungsplattform für die Kunstwerke im öffentlichen Raum in Frankfurt. Es wurde vom Referat Bildende Kunst des Kulturamts in Zusammenarbeit mit der Kulturanthropologin und Online-Redakteurin Hella Bissantz und dem Institut für Neue Medien (INM) erstellt.

### Pilotprojekt: QR-Code
Ein zusätzliches einjähriges Pilotprojekt, das am 8. Juni 2011 begonnen wurde, hat vorläufig 23 Objekte ausgewählt, bis auf eines, alle auf den Wallanlagen, die mit Informationsschildern ausgestattet wurden, auf denen sich neben einer Kurzinfo ein QR-Code befindet. Dieser Code lässt sich mittels eines Smartphones und der entsprechenden App auslesen. Darin befinden sich die ausführlichen Informationen über das betreffende Kunstwerk.

## Liste der Kunstwerke im öffentlichen Raum Frankfurt am Main
| Bild | Name                                          | Künstler                               | Ortsteil       | Lage                                                                          | Anmerkung |
| ---- | --------------------------------------------- | -------------------------------------- | -------------- | ----------------------------------------------------------------------------- | --- |
|      | Buchskulptur                                  | Grit Zielinski                         | Bergen-Enkheim | Hohe Straße auf dem Berger Rücken                                             | Die Buchskulptur aus Kunststoff wurde 2005 nach einem Entwurf von Robert Gernhardt von der Künstlerin Grit Zielinski umgesetzt. Der Buchdeckel ist mit einem Relief verziert, das das Frankfurter Grüngürteltier von Robert Gernhardt zeigt. Die Skulptur war Teil des Projektes Frankfurt Booktown anlässlich der Frankfurter Buchmesse 2005, in der eine Vielzahl solcher Buchskulpturen aufgestellt wurden. |
|      | Günthersbrunnen                               |                                        | Bergen-Enkheim | Vor dem Fachwerkhaus Nr. 23 Denkmalschutz                                     | Der Günthersbrunnen ist ein mit Vilbeler Sandstein ummauerter barocker Ziehbrunnen aus 17. Jahrhundert, der im 18. Jahrhundert erneuert wurde. Der aus Kalkstein gemauerte Schacht hat eine Tiefe von 16 bis 25 Metern. |
| 0    | Gedenktafel am Alten Rathaus                  | Bernd Fischer                          | Bergen-Enkheim | Altes Rathaus Bergen                                                          | Die Gedenktafel erinnert mit 28 Namen und Geburtsdaten an die Mitglieder der jüdischen Gemeinde, die sich im Mai und September 1942 vor dem Alten Rathaus zur Deportation einfinden mussten. |
|      | Mönchhofbrunnen                               |                                        | Bergen-Enkheim | Am Michlersbrunnen 4                                                          | Im Hof des Anwesens Am Michlersbrunnen 4 befindet sich ein Pumpbrunnen. |
|      | Michlersbrunnen                               |                                        | Bergen-Enkheim | Am Michlersbrunnen vor dem Haus Nr. 13 nördlich der Marktstraße Denkmalschutz | Der Michlersbrunnen ist ein mit Vilbeler Sandstein ummauerter barocker Ziehbrunnen aus 17. Jahrhundert der im 18. Jahrhundert erneuert wurde. Der aus Kalkstein gemauerte Schacht hat eine Tiefe von 20 Metern. |
|      | Röhrbornbrunnen                               |                                        | Bergen-Enkheim | Riedstraße, Ecke Röhrborngasse Denkmalschutz                                  | Der Röhrborn wurde 1827 als Brunnen mit einer steinernen Säule und zwei steinernen Becken beschrieben. 1966/67 wurde er im Rahmen einer Straßensanierung beschädigt und auf den heutigen Standort versetzt. Die Becken wurden aus rotem Sandstein erneuert. |
|      | Entrée zur Hohen Straße                       |                                        | Bergen-Enkheim | Hohe Straße, kurz außerhalb des Ortes                                         | Das Entrée Hohe Straße ist ein künstlerisch gestalteter Platz am Beginn des Abschnittes eines Zweiges der Via Regia, dort Hohe Straße genannt, ein Netz bedeutender historischer, transeuropäischer Fernhandelswege. Mehrere Stelen und Informationstafeln erinnern vor Ort an die Geschichte dieser Straßen. Das Foto zeigt eine Skulptur aus Stahlplatten mit Verlauf der Via Regia. |
|      | Kräuterweib Sybille der Schelm von Bergen     | Hans-Joachim Schwital                  | Bergen-Enkheim | vor der Schelmenburg                                                          | Die Bronzestatuen des Kräuterweibs Sybille und des Schelms von Bergen wurden 2010/11 im Auftrag des Ortsbeirates aufgestellt. |
|      | Bärengruppe                                   |                                        | Bockenheim     | Pfingstbrunnenstraße 1–10                                                     | Die Bärengruppe ist eine in Beton gegossene, lebensgroße Gruppe spielender Bären. Etwa 1954 wurden sie als Teil eines Brunnens in der Mitte des Schulhofes aufgestellt. Nach dem Abbau des Brunnens kam sie an ihren heutigen Standort. |
|      | Basaltbrunnen                                 | F. Gutberlet                           | Bockenheim     | Ecke Leipziger-, Basalt- und Grempstraße                                      | 1985/86 wurde der Basaltbrunnen durch den Frankfurter Bildhauer Eberhard F. Gutberlet geschaffen. Der 2,15 Meter hohe Basalt- oder Trinkwasserbrunnen besteht aus einem aus Bronze gegossenen Mittelteil und ist ansonsten aus Basalt gefertigt. |
|      | Bleidenbrunnen                                |                                        | Bockenheim     | vor dem ehem. Landhaus Passavant an der Ginnheimer Straße Denkmalschutz       | Der Bleidenbrunnen mit Pumpschwengel, roter Sandstein, 1777, stammt aus der dörflichen Geschichte von Bockenheim. |
|      | Empedokles                                    | Gerhard Marcks                         | Westend        | Goethe-Universität Frankfurt am Main, Eingangsbereich des I. G.-Farben-Hauses | In der Rotunde des I. G.-Farben-Hauses der Frankfurter Goethe-Universität befindet sich die Skulptur Empedokles aus dem Jahr 1954. Aus belgischem Granit gehauen, sitzt eine lebensgroße Figur, den Blick nach oben gerichtet und mit einem Umhang bekleidet. Die Skulptur stand ursprünglich im Foyer des Jügelhauses, bevor dieses vom Senckenberg Museum übernommen wurde. |
|      | Hammering Man                                 | Jonathan Borofsky                      | Bockenheim     | Vor dem Messeturm                                                             | In Frankfurt am Main steht die circa 21 Meter hohe und 32 Tonnen schwere bewegliche Skulptur des Hammering Man seit 1991 vor dem Messeturm. Die Nummer auf dem Bein ist 3307624. |
|      | Husarendenkmal                                | Carl Hochscheidt                       | Westend        | Senckenberganlage Denkmalschutz                                               | Expressionistisches Husarendenkmal. Das Denkmal stand ursprünglich auf einem Platz an der Emil-Sulzbach Straße (heute Theodor-Adorno-Platz) und wurde 2003 in die Senckenberganlage verlegt. |
|      | Kissenskulptur                                | Richard Heß                            | Bockenheim     | U-Bahnhof Bockenheimer Warte                                                  | Die Skulptur ist Teil einer Säule der B-Ebene der U-Bahn-Station und wurde 1985 eingerichtet. Das „Kissen“ soll sinnbildlich die Last der Decke abfedern. |
|      | Mann in Drehtür                               | Waldemar Otto                          | Bockenheim     | Bockenheimer Warte                                                            | Seit 1986 steht die Bronzestatue Mann in Drehtür an der Bockenheimer Warte. Die beiden männlichen Skulpturen werden durch eine Messingplatte voneinander getrennt, die jede Kommunikation verhindert. |
|      | Merkurbrunnen                                 | Hugo Lederer                           | Bockenheim     | Vor dem Haupteingang der Messe am Messekreisel Denkmalschutz                  | Der denkmalgeschützte Merkurbrunnen ist ein neoklassizistischer Zierbrunnen aus dem Jahr 1916. Entworfen wurde er von Hugo Lederer als Stiftung des Bankiers A. L. A. Hahn. Der Merkur weist auf das hinter dem Brunnen gelegene Messegelände hin. |
|      | Kurfürstenbrunnen                             | Emil Hub                               | Bockenheim     | Kurfürstenplatz Denkmalschutz                                                 | Der im Zentrum des Kürfürstenplatzes stehende Monumental-Brunnen wurde 1913 aus rotem Mainsandstein errichtet und am 23. Mai 1914 eingeweiht. Er ist eine Stiftung von Bockenheimer Bürgern. Seine Schöpfer sind Prof. Caspar Lennartz (1879–1949) und der Frankfurter Bildhauer Emil Hub (1876–1954). |
|      | Prometheus                                    | Ossip Zadkine                          | Bockenheim     | Universitätsbibliothek Johann Christian Senckenberg                           | Die Statue aus dem Jahr 1954 steht seit 1965 in der Halle der Universitätsbibliothek. |
|      | Rosa-Luxemburg-Gedenktafel                    |                                        | Bockenheim     | Basaltstraße                                                                  | Die Gedenktafel in der Basaltstraße 23 erinnert an eine Rede, die Rosa Luxemburg am 26. September 1913 in der Gastwirtschaft Zur Liederhalle hielt. |
|      | Synergie                                      | Christian Herdeg                       | Bockenheim     | Platz der Einheit                                                             | Zwischen den beiden Zwillings-Hochhäusern Kastor und Pollux befindet steht die Lichtskulptur Synergie. Sie besteht aus farblosen transparenten Acrylröhren, die jeweils einen Durchmesser von 14 Meter haben, und mit blauen und roten Argonstäben beleuchtet sind. |
|      | U-Bahn-Eingang                                | Prof. Peter Pininski                   | Westend        | Bockenheimer Warte                                                            | Der Eingang zum U-Bahnhof Bockenheimer Warte ist seit 1988 die künstlerische Darstellung eines alten Londoner Trambahnwagens, der aus dem U-Bahn-Schacht schräg nach oben ragt. |
|      | Zeppelin-Gedenkstein                          |                                        | Bockenheim     | Am Dammgraben                                                                 | Der Zeppelin-Gedenkstein aus weißem Muschelkalk wurde am 10. November 1929 eingeweiht. Er erinnert an die 1. Luftfahrtsausstellung am 31. Juli 1909. Um 15.30 Uhr landete Am Dammgraben das Zeppelin-Luftschiff. |
|      | Sondermann-Denkmal                            | Andreas Rohrbach                       | Bonames        | Nordpark Bonames                                                              | 2013 wurde im Nordpark in Bonames die Skulptur mit der Figur Sondermann des Cartoonisten und Malers Bernd Pfarr aufgestellt. |
|      | Brunnen an der Friedberger Warte              |                                        | Bornheim       | Friedberger Warte                                                             | An die Wand der Friedberger Warte gemauerter Ziehbrunnen aus Natursteinen und aus rotem Sandstein, überdacht mit einem kegelförmigen Dach aus Holz. |
|      | Hoher Brunnen                                 | P.J. Hoffman                           | Bornheim       | Berger Straße                                                                 | Der Hohe Brunnen ist ein Obeliskbrunnen aus rotem Sandstein und wurde im Jahr 1827 als fünfter Brunnen des Ortes zur Wasserversorgung gebohrt. |
|      | Obelisk-Brunnen Weidenbornstraße              |                                        | Bornheim       | Weidenbornstraße                                                              | Der spätklassizistische Brunnen stammt aus dem Jahr 1866. Er verschönert den Innenhof des städtischen Betriebshofes, des ehemaligen Luisenhofs und wird daher auch Luisenhofbrunnen genannt. |
|      | Reichsdorf-Bornheim-Brunnen                   | Edwin Hüller                           | Bornheim       | Weidenbornstraße                                                              | Der Reichsdorf-Bornheim-Brunnen wurde 1983 von Edwin Hüller gestaltet, er erinnert an die Eingemeindung Bornheims nach Frankfurt. Er besteht aus einer drei Meter hohen Brunnensäule aus rotem Sandstein. Vier Köpfe speien Wasser in ein Becken. Eine Figurengruppe aus Männern und Frauen, die sich in einem Reigen unterhaken, krönt den Brunnen. Der Brunnen ersetzte den Neuen Arnsburger Brunnen. |
|      | Anne-Frank-Gedenkstele                        | Bernd Fischer                          | Dornbusch      | Marbachweg 307                                                                | Die Gedenkstele für Anne Frank steht vor ihrem Geburtshaus im Marbachweg 307. Auf der Stele ist ein Kinderbild von Anne Frank mit ihrer Schwester Margot und der Freundin Grace zu sehen. |
|      | Anne-Frank-Gedenktafel                        | Hans-Bernt Gebhardt                    | Dornbusch      | Ganghoferstraße 24                                                            | Die Gedenktafel für Anne Frank wurde 1957 an dem Haus Ganghoferstraße 24 angebracht, wo Anne Frank mit ihren Eltern von März 1931 bis Sommer 1933 wohnte. |
|      | Die Nachricht                                 | Karin Bohrmann                         | Dornbusch      | Hügelstraße, vor dem Postamt                                                  | 1988 entstanden die drei lebensgroßen Bronzefiguren mit dem Titel „Die Nachricht“. |
|      | Große Herula                                  | Rudolf Valenta                         | Dornbusch      | Hügelstraße, vor dem Postamt                                                  | 2000 wurde die farbige Edelstahlskulptur vor dem Haupteingang des Hessischen Rundfunks aufgestellt. Die Farben der Skulptur sind die Grundfarben Rot, Blau und Gelb, die in ihrer Mischung einen ähnlichen Grauton ergeben wie die umliegenden Gebäude des HR. |
|      | Heinrich-von-Stephan-Denkmal                  |                                        | Dornbusch      | Heussenstammstraße                                                            | Das Denkmal für Heinrich von Stephan ist eine sitzende überlebensgroße Figur, die zwischen ihren Händen eine Taube hält. |
|      | U-Bahn-Unterführung Dornbusch-Menschenfamilie | Peter Pininski                         | Dornbusch      | Stadtbahnstation Dornbusch                                                    | Peter Pininski schuf die Station 1992 mit diversen Ausgängen und unterirdischen Passagen als Gesamtkunstwerk. Das großflächige Deckengemälde korrespondiert mit den Kachelwänden und dem Keramik-Stadtplan in der längsten U-Bahn-Unterführung der Stadt. Das Leitmotiv seines künstlerischen Ausdrucks war die Darstellung des Männlichen und Weiblichen, das sich auch in den Handläufen ausdrückte. |
|      | U-Bahn-Unterführung Fritz-Tarnow              | Christoph Mäckler                      | Dornbusch      | Eschersheimer Landstraße                                                      | Die U-Bahn-Unterführung wurde 1992 in Rotem Wittmunder Klinker gestaltet. |
|      | Figurengruppe Sinaipark                       | Anneliese Sund                         | Eckenheim      | Sinai-Park                                                                    | Die Figurengruppe wurde 1984 im Sinai-Park aufgestellt und besteht aus einer 1,60 Meter langen Parkbank, auf der ein Mann sitzt und hinter der ein weiterer Mann steht. |
|      | Heiligenstock Eckenheim                       |                                        | Eckenheim      | Homburger Landstraße 87                                                       | Spätgotischer Heiligenstock von 1516, Kulturdenkmal. |
|      | Brunnen am Weißen Stein                       |                                        | Eschersheim    | Weisser Stein                                                                 | Der dreistufige Brunnen aus Muschelkalk hat eine Höhe von 2,80 Metern und ist 2,20 Meter breit. Der Brunnen wurde 1910 von dem Kommerzienrat Gottfried Kleinschmidt (1860–1931) als Kriegerdenkmal gestiftet. |
|      | Flügelskulpturen                              | Eva Renée Nele                         | Eschersheim    | Johann-Wichern-Schule im Victor-Gollancz-Weg                                  | Im Innenhof der Schule befinden sich die drei Flügelskulpturen (1966). Dies sind in Bronze gegossene Säulen mit kugeligen Köpfen und Flügeln, die kragenähnlich am Hals nach oben ragen. |
|      | Wandbild Kinderkrippe Nußzeil 48              | Ute Schmolling                         | Eschersheim    | Nußzeil 48                                                                    | Im Treppenhaus der Kita befindet sich das Wandbild (1959), das in der Sgraffito-Technik hergestellt ist. Das Bild besteht aus geometrisch farbigen Flächen, auf denen Kinder mit fliegenden Luftballons oder Drachen, Bäumen und Blumen dargestellt sind. |
|      | Ehrenmal 1870/71 Fechenheim                   |                                        | Fechenheim     | Starkenburger Straße 1                                                        | Das klassizistische Kriegerdenkmal für die Teilnehmer des Deutsch-Französischen Krieges aus Sandstein hat eine Größe von 3 × 2 Metern und wurde am 4. September 1904 eingeweiht. |
|      | Figurengruppe Konrad-Hänisch-Schule           | Hans Steinbrenner                      | Fechenheim     | Lauterbacherstraße                                                            | Vor der Konrad-Hänisch-Schule befindet sich seit 1960 die Figurengruppe aus drei Einzelplastiken, gearbeitet aus dunkelgrauer Basaltlava. |
|      | Jean-Pauli-Brunnen                            | Siegfried Schugar                      | Fechenheim     | Linneplatz                                                                    | Der Jean Pauli-Brunnen (1980) ist ein viereckiger Obelisk aus rotem Sandstein, dem ein Sandsteinbecken vorgesetzt ist. Er erinnert an den Pädagogen und Komponisten Jean Pauli, dessen Relief den Brunnen schmückt. |
|      | Raumfiguren Konrad-Hänisch-Schule             | Heinz Kreutz                           | Fechenheim     | Lauterbacherstraße                                                            | Die vier Raumfiguren (Tetraeder, Quadrat, Viereck und Kugel) (1966) dienen als Orientierungshilfen für die Schüler. |
|      | Gedenkinstallation am Saalbau Gallus          | Michael Sander                         | Gallus         | Frankenallee 111                                                              | Zum 30. Jahrestag des ersten Frankfurter Auschwitz-Prozesses wurde die Skulptur 1993 errichtet. Sie besteht aus drei Plastiken: Auf den Treppenstufen vor dem Saalbau steht eine 2,5 Meter hohe Metallskulptur aus korrodierten Stahlplatten, die mit Spanstiften überzogen sind auf einem keilförmigen Sockel. Nach oben hin biegen sich die Platten nach außen und erinnern an ein Kapitell. Im Foyer befindet sich ein Gestell aus Edelstahl. |
|      | KZ-Außenlager Frankfurt-Adlerwerke            | Günter Maniewski                       | Gallus         | Kleyerstraße 15–31                                                            | Die Tafel wurde 1994 anlässlich des 50-jährigen Jubiläums der Errichtung des Arbeitslagers am 22. August 1944 aufgestellt. |
|      | Vertieft-Erhaben                              | Wolfgang Winter und Berthold Hörbelt   | Gallus         | Adam-Riese-Straße                                                             | 19 Meter hohes Relief, in den Beton der Mauer gemeißelt. |
|      | Living Stone                                  | Günter Maniewski                       | Gallus         | Gustavsburgplatz                                                              | Auf dem Platz befindet sich seit dem Jahr 2000 die Skulptur Living Stone (lebender Stein). Der acht Tonnen schwere, gelbe Tuffstein aus einem mittlerweile stillgelegten Steinbruch bei Sinsheim im Kraichgau soll den Wandel des Gallusviertels symbolisieren. „Nichts bleibt wie es ist“ ist die Inschrift auf dem Denkmal. Michael Siebel, der künstlerische Leiter der Bildhauerwerkstatt Gallus, der den Stein aufstellen ließ, lässt in unregelmäßigen Abständen Jugendliche aus schwierigen Verhältnissen an der Skulptur arbeiten, die sich entsprechend verändert. 2015 bearbeitete und veränderte der Bildhauer Simon Vogt die Skulptur abermals gemeinsam mit den Anwohnern und Mitgliedern der Jugendkulturwerkstatt in ihren aktuellen Zustand. Nur die von Anfang an in den Stein gemeißelte emblematische Inschrift „NICHTS BLEIBT SO WIE ES IST“ bleibt jeweils unverändert. |
|      | Bodenrelief                                   | Annette Dietrich                       | Ginnheim       | Ginnheimer Kirchplatz                                                         | Das circa 2 m² große quadratische Bodenrelief zeigt im Zentrum ein auf die Spitze gedrehtes Sandsteinquadrat, in dessen Mitte das alte Ginnheimer Wappen mit seinem Hufeisen in Bronze gegossen ist. |
|      | Wegekreuz Goldstein                           |                                        | Goldstein      | Am Wiesenhof                                                                  | Im Jahr 1836 erstelltes Wegekreuz aus rotem Sandstein. |
|      | Mahnmal – Friedhof Griesheim                  | Heiner Hamburger und Paul Anton Seiler | Griesheim      | Friedhof Griesheim                                                            | Auf dem Friedhof befindet sich das Kriegerehrenmal von 1920 in Form eines liegenden Kreuzes. Das Ehrenmal ist eine gärtnerisch gestaltete Anlage mit 96 Pultsteinen um ein zentrales monumentales liegendes Kreuz mit den Namen der Kriegstoten. Den Treppenzugang zur am 24. November 1929 feierlich eröffneten Gedenkstätte flankieren liegende Kriegergestalten des Frankfurter Bildhauers Paul Anton Seiler. Der Gesamtentwurf stammt vom Frankfurter Architekten Heiner Hamburger. |
|      | Memoria della Giudecca                        | Pino Castagna                          | Griesheim      | Griesheimer Ufer                                                              | Die Skulptur Memoria della Giudecca (1983) besteht aus drei Holzpfählen (bricole), deren obere Enden mit Eisenketten, Stahlseilen und Tauen umwickelt sind. Erinnerung an die Giudecca bedeutet Erinnerung an Venedigs Gewässer. |
|      | Dos à Dos                                     | Eberhard Fiebig                        | Gutleut        | Gutleutstraße                                                                 | Die Skulptur Dos à Dos (1979) steht vor dem Gebäude der Aufbau AG. Dos à Dos besteht aus zwei gefalzten und schachtelförmig auf einer Ecke stehenden Kuben aus Corten-Stahl. |
|      | Bismarck-Denkmal                              | Eberhard Fiebig                        | Höchst         | Rudolf-Schäfer-Anlage, Ecke Leverkusener Straße                               | Die überlebensgroße Bronzestatue des Reichskanzlers Otto von Bismarck auf einem Sandsteinsockel wurde am 30. Mai 1899 enthüllt. Bismarck ist hier in seiner typischen Haltung mit Stiefeln, Mantel und Helm dargestellt. |
|      | Brüningbrunnen                                | Johann Josef Belz                      | Höchst         | Höchster Markt                                                                | Der Brüningbrunnen von 1910 ist ein Kuppelpavillon mit zeittypischen Motiven aus Jugendstil und Historismus. |
|      | Brunnengrotte Bolongarogarten                 | Nikolaus Lauxen                        | Höchst         | Garten des Bolongaro-Palastes                                                 | Die 1777 bis 1781 entstandene Brunnengrotte ist eine Wandnische, ausgekleidet mit großem rotem Flusskiesel unter einem muschelförmig gestalteten Dach. Auf einem kleinen Felsen sitzt ein etwa ein Meter hoher Drache aus rotem Sandstein. |
|      | Der Krieg                                     | Richard Biringer                       | Höchst         | Garten des Bolongaro-Palastes                                                 | Die Büste aus dem Jahr 1928 mit der Aufschrift „Der Krieg“ zeigt einen Soldaten mit Helm. In seinem ausdrucksstarken, wild verzerrten Gesicht mit seinem weit aufgerissenen Mund spiegeln sich alle Schrecken und Grausamkeiten des Krieges wider. Die Bronzebüste wurde zu Anfang des Zweiten Weltkriegs eingeschmolzen und 1982 erneuert. |
|      | Gernhardt Eschen                              | Robert Gernhardt                       | Höchst         | Wörthspitze                                                                   | Drei Eschen und eine Infostele zum Grüngürteltier. |
|      | Höchst (1918–1930)                            | Richard Biringer                       | Höchst         | Mainufer                                                                      | Mahnmal für die Zeit der französischen Besetzung von 1930. |
|      | Kreuz Höchst (Justinus-Kirche)                |                                        | Höchst         | Justinusplatz                                                                 | Sandsteinkreuz aus dem Jahr 1720 |
|      | Kreuz Höchst (Schloßplatz)                    |                                        | Höchst         | Höchster Schlossplatz                                                         | Sandsteinkreuz aus dem Jahr 1850 |
|      | Transformation                                | Victor Gulchenko                       | Höchst         | Brüningpark                                                                   | Bronzefigur eines sitzenden Menschen, dessen einer Arm als Flügel ausgelegt ist, aus dem Jahr 2014. |
|      | Tritonbrunnen (Bolongaropark)                 | Josef Keller                           | Höchst         | Garten des Bolongaro-Palastes                                                 | Der Triton-Brunnen aus dem Jahr 1909 ist ein neobarocker Zierbrunnen mit rundem Wasserbecken. Auf einem Brunnenstock liegt ein Delphin, auf dem ein wasserspeiender Triton reitet. |
|      | Windsbraut                                    | E.R. Nele                              | Höchst         | Dalbergplatz                                                                  | Fünf Meter hohe Plastik, bestehend aus zwei Edelstahlkonstruktionsteilen aus 2008. |
|      | Jakobusbrunnen                                | Reiner Uhl                             | Harheim        | Alter Kirchplatz                                                              | Aus Anlass der 1200-Jahrfeier des Frankfurter Stadtteils Harheim am 25. Mai 1986 wurde der Brunnen aus rotem Sandstein geschaffen. |
|      | Goethedenkmal                                 | Ludwig Schwanthaler                    | Innenstadt     | Goetheplatz                                                                   | 1844 als erstes Goethedenkmal in einer deutschen Stadt errichtet |
|      | Struwwelpeterbrunnen                          | Franziska Lenz-Gerharz                 | Innenstadt     | An der Hauptwache                                                             | |
|      | Four Rectangles Oblique                       | George Rickey                          | Niederursel    | Universität Frankfurt am Main, Campus Riedberg                                | In fünf Metern Höhe befinden sich vier schräg angeordnete Rechtecke aus dünnem, gebürstetem rostfreiem Stahl. Die geometrischen Elemente der Skulptur sind so angeordnet, dass sie sich frei im Wind bewegen können. Das Kunstwerk Four Rectangles Oblique IV stammt aus dem Jahr 1984 und stand ursprünglich am Campus Bockenheim. |
|      | Gravity and Growth                            | Giuseppe Penone                        | Ostend         | Vor dem EZB-Hochhaus                                                          | Die Skulptur ist mehr als 17 Meter hoch und stellt einen aus Bronze und Granit geformten Baum dar, den kugelförmig angeordnete vergoldete Blätter zieren. |
|      | Adorno-Denkmal                                | Vadim Zakharov                         | Westend        | Auf dem Theodor-W.-Adorno-Platz                                               | Das Adorno-Denkmal wurde 2003 zum 100. Geburtstag von Theodor W. Adorno auf dem damaligen Theodor-W.-Adorno-Platz (jetzt Tilly-Edinger-Platz) beim Campus Bockenheim aufgestellt, und im April 2016 zog das Denkmal um zum jetzigen Adorno-Platz auf dem Campus Westend. |

Die Liste basiert auf der Zusammenstellung kunst-im-oeffentlichen-raum-frankfurt.de. Auf Einzelnachweise wird hier verzichtet. Kunstwerke, die unter Denkmalschutz stehen, sind mit einem Einzelnachweis auf die Denkmaltopographie der Stadt Frankfurt am Main gekennzeichnet. Kunstwerke, die ausschließlich in weiteren Werken und nicht auf kunst-im-oeffentlichen-raum-frankfurt.de beschrieben werden, sind entsprechend mit Einzelnachweisen gekennzeichnet.

## Liste von Graffiti, Murals, Wand- und Fassadengemälden in Frankfurt am Main
Diese Teilliste nennt Bilder dieser verschiedenen Spezies in Frankfurt am Main.
| Bild | Name                        | Künstler                                                     | Ortsteil        | Lage                                 | Anmerkung |
| --- | --------------------------- | ------------------------------------------------------------ | --------------- | ------------------------------------ | --- |
| | Mural Niddastraße 64        | Nunca                                                        | Bahnhofsviertel | Niddastraße 64, Europahaus           | Das Bild entstand 2013. In jenem Jahr holte die Schirn Kunsthalle Frankfurt brasilianische Graffiti-Künstler nach Frankfurt. Nunca führte mit diesem Bild ein Mural aus São Paulo fort. |
| Bild gesucht Der Benutzer GeorgDerReisende ( Diskussion ) wünscht sich an dieser Stelle ein Bild vom Ort mit diesen Koordinaten 50.119523 8.643773 . Motiv: Adalbertstraße 44–48: Graffiti des Berliner Künstlers Robert Matzke Falls du dabei helfen möchtest, erklärt die Anleitung , wie das geht. BW | Mural Adalbertstraße 44–48  | Robert Matzke genannt Rookie vom Künstlerkollektiv THE WEIRD | Bockenheim      | Adalbertstraße 44–48                 | Die sanierte Liegenschaft Frankfurt-Bockenheim, Adalbertstraße 44–48, Objektname HEADQUARTER Frankfurt der Devario Invest GmbH, 40789 Monheim am Main, erhielt 2014 ein meterhohes Graffiti des Berliner Künstlers Robert Matzke. Umgesetzt hat er hier die Neugier, dargestellt durch die Figur einer farbenfrohen jungen Frau, die auf die überwiegende studentische Gebäudenutzung und deren unterstellte Kreativität die Idee von studentischem Leben künstlerisch umgesetzt. |
| | Mural Stiftstraße 39        | Streetart Herakut                                            | Innenstadt      | Stiftstraße 39                       | Durch den Abriss des Rundschau-Hauses 2006 entstand ein freier Blick auf die Hauswand des benachbarten Hauses Stiftstraße 39. Das Künstlerduo Streetart Herakut gestaltete dieses Mural, das mit der Neubebauung des Rundschau-Areals unsichtbar werden wird. |
| | Mural Hanauer Landstraße 99 | Klark Kent und Ma'Claim                                      | Ostend          | Hanauer Landstraße 99, Frankfurt Pub | Die Darstellung des heiligen Patricks schmückt den Frankfurt Pub im Ostend. Es handelt sich um ein Werk der Künstler Klark Kent und Ma’Claim. |
| | Haus der Maßschneiderinnung | Felix Gephart & Dominik Hebestreit                           | Nordend         | Bleichstraße 38a                     | Das Gebäude des Landesinnungsverbandes des Maßschneider-Handwerks Hessen zeigt ein Maßband mit der Geschichte der Innung. |
| | Mural Gaußstraße 30         | Thomas Stolz, Wiesbaden                                      | Nordend         | Gaußstraße 30                        | Passend zum Straßennamen findet sich hier ein übergroßes Bild des Mathematikers Carl Friedrich Gauß. |
| | Mural Rotteckstraße 7       | Guido Zimmermann                                             | Nordend         | Rotteckstraße 7                      | Benachbart zum Bild von Gauß entstand 2016 ein Bild roter und blauer Bullen und Bären. |
| | Mural Osthafen              | Justus Becker und Oguz Sen                                   | Ostend          | Osthafen                             | Die Darstellung des toten syrischen Jungen Aylan Kurdi war 120 Quadratmeter groß und stammte aus dem Jahr 2016. Es wurde mehrfach Gegenstand von Beschädigungen. Schließlich wurde es durch ein neues Mural ersetzt. |
| |                             | Justus Becker und Oğuz Şen                                   | Westend         | Bockenheimer Landstraße 131          | Goodbye Labsaal |
| |                             | Justus Becker und Oğuz Şen                                   | Westend         | Bockenheimer Landstraße 131          | Max Horkheimer |
| |                             | Justus Becker und Oğuz Şen                                   | Westend         | Bockenheimer Landstraße 131          | Theodor W. Adorno |

## Denkmalschutz
Die Angaben zum Denkmalschutz basieren auf:
- Heike Kaiser: Denkmaltopographie Stadt Frankfurt am Main. Nachträge. Limitierte Sonderauflage. Henrich, Frankfurt am Main 2000 (Materialien zum Denkmalschutz in Frankfurt am Main 1).
- Heinz Schomann, Volker Rödel, Heike Kaiser: Denkmaltopographie Stadt Frankfurt am Main. Überarbeitete 2. Auflage, limitierte Sonderauflage aus Anlass der 1200-Jahr-Feier der Stadt Frankfurt am Main. Societäts-Verlag, Frankfurt am Main 1994, ISBN 3-7973-0576-1 (Materialien zum Denkmalschutz in Frankfurt am Main 1).
- Volker Rödel: Die Frankfurter Stadtteil-Friedhöfe. Henrich, Frankfurt am Main 2007, ISBN 978-3-921606-61-2 (Beiträge zum Denkmalschutz in Frankfurt am Main 16).